# Micromontia flava
Micromontia flava is een hooiwagen uit de familie Triaenonychidae.